# Јапанска тешка крстарица Аоба
Крстарица Аоба је први од два брода серије јапанских тешких крстарица класе Аоба. Она је добила име по планини Аоба, вулкан смештен иза места Маизуру - Кјото, у Јапану.

## Позадина
Аоба и брод близанац Кинугаса су планирани као трећи и четврти бродови серије тешких крстарица класе Фурутака. Међутим, уочени проблеми код класе Фурутака. доводе до модификације, укључујући постављање двоцевних кула главне артиљерије и катапулта за хидроавионе. Ове промене повећевају притисак на ионако већ лош труп, проузрокујући проблеме са стабилношћу брода. И поред тога, Аоба је имала значајну улогу у операцијама током Другог светског рата.

## Служба

### Ранији Период
Аоба је грађена у Мицубишијевом бродоградилишту у граду Нагасаки и завршена је 20. септембра 1927. године. Служила је у 5. дивизији крстарица до 1933. године, а касније у 6. и 7. дивизији крстарица, служећи као заставни брод много пута у својој каријери. Она је била често слата у патролирања дуж Кинеске обале, касних 1920-их и раних 1930-их. Аоба је знатно модернизована у државном бродоградилишту у Сасебу од 1938. до 1940. године; добија нове торпедне цеви, појачава се против-авионско наоружање, побољшава се контрола паљбе и усавршава се опрема за лансирање хидроавиона. Њен командни мост је наново изграђен а бродски труп проширен, покушавајући на тај начин да побољшају стабилност брода услед повећања његове тежине. Након завршене модернизације октобра 1940. године, Аоба се враћа у 6. дивизију крстарица.

### Рана фаза рата на Пацифику
Крајем 1941. године, Аоба се налазила у саставу 6. дивизије крстарица под командом контраадмирала Аритомо Готоа, у првој флоти, заједно са крстарицама Кинугаса, Како и Фурутака. У време напада на Перл Харбор, она је ангажована у подршци инвазије на острво Гвам.
Након неуспеха првог покушаја освајања острва Вејк. 6. дивизија крстарица је прикључена инвазионим снагама за други напад на острво, и након пада Вејк-а, 6. дивизија крстарице се враћа у истурену базу на атолу Трук - Каролинска острва.
Од 18. јануара 1942. године, 6. дивизија крстарица је била додељена као помоћ јапанским десантним снагама, које је требало да се искрцају код Рабаула на Новој Британији и Кавиенга на Новој Ирској, и патролирају недалеко од Маршалских острва у безуспешном лову на америчку флоту. Током марта и априла 1942. годние, 6. дивизија крстарица пружа помоћ 18. дивизији крстарица на задатку подршке искрцавању јапанских снага на Соломонова острва и Нову Гвинеју, укључујући острво Шортленд, Бука, Киата, острво Манус, Адмиралска острва и Тулаги, из истурене базе у Рабаулу.

### Битка у Коралном мору
У бици у Коралном мору, 6. дивизија крстарица напушта Шортленд и састаје се на мору са лаким носачем авиона Шохо. У 11:00 сати 7. маја 1942. године, северно од острва Тулаги, Шохо је нападнут и потопљен од 93 обрушавајућих бомбардера Донтлие и торпедних бомбардера Девастатор са америчких носача авиона Јорктаун и Лексингтон.
Следећег дана, 8. маја 1942. године, 46 Донтлис, 21 Девастатор и 15 Вајдлкет са носача Јорктаун и Лексингтон оштећују јапански носач авиона Шокаку са неколико погодака и присиљавају га на повлачење. Крстарице Кинугаса и Фурутака, које су остале нетакнуте у бицу, прате Шокаку ка атолу Трук. Крстарице Како и Аоба настављају да прате опозвани конвој, који није искрцан код Порт Моресбија.
Након попуне горивом на острву Шортленд 9. маја 1942. године, Аоба одлази ради ремонта ка бази Куре, где стиже 22. маја. По завршеном ремонту она се враћа 23. јуна у базу на атолу Трук, а одатле одлази ка заливу Реката на острву Санта Изабел, где је била ангажована у патзролама током целог јула.
У великој реорганизацији у јапанској морнарици, Кинугаса је прикључена новоформираној осмој флоти под командом вицеадмирала Микаве и ангажована је у патролирању око Соломонових острва, Нове Британије и Нове Ирске.

### Битка код острва Саво
Дана, 7. августа 1942. године, један хидроавион Аичи Е13А са крстарице Аоба јавља: „један бојни брод, један носач авиона, четири крстарице, седам разарача и 15 транспортна брода“ ниже од Лунга Поинта, у близини острва Тулаги.
У бици код острва Саво 9. августа 1942. године, 6. дивизија крстарица, тешка крстарица Чокаи, лаке крстарице Тенрју и Јубари и разарач Јунаги, започињу против савезничких снага ноћну артиљеријско-торпедну акцију. Око 23:00 сати, са крстарица Чокаи, Фурутака и Како узлећу извиђачки хидроавиони. Летећи у круг, хидроавиони бацају светлеће ракете и осветљавају савезничке бродове, на које сви јапански бродови одмах отварају ватру. Аустралијска крстарица Канбера и америчке крстарице Асторија, Куинси и Винценес су потопљене, док су крстарица Чикаго и разарачи Ралф Талбот и Петерсон оштећени. На јапанској страни, Чокаи је погођена три пута, Кинугаса два, Аоба једном, а Фурутака је неоштећена. Приликом повлачења 6. дивизије крстарица ка Кавиенгу, крстарица Како је торпедована и потопљена од америчке подморнице С-44, али је Аоба прошла без оштећења. Током остатка августа и септембра, Аоба и 6. дивизија крстарица пружају заштити „Токио експрес“ конвојима, са појачањима за Гвадалканал.

### Битка код рта Есперанс
У бици код рта Есперанс, 11. октобра 1942. године, 6. дивизија крстарица (Аоба, Фурутака и Кинугаса) и разарачи Фубуки и Хацујуки, напустили су базу Шортленд како би пружили заштиту конвоју са појачањем, и уједно гранатирали аеродром „Хендерсеново поље“ на Гвадалканалу. Флота је уочена од два извиђачка авиона Вот ОС2У Кингфишер, док је пловила кроз „Процеп“ брзином од готово 30 kn (56 km/h).
Опремљене радарима, америчке крстарице Сан Франсиско, Боис, Солт Лејк Сити, Хелена и пет разарача су се кретали око краја Гвадалканала, затварајући прилаз острву Саво.
У 22:35 сати, радар са крстарице Хелена уочава јапанску флоту, и Американцу успешно пресецају пут Јапанцима, „Т укрштањем“. Обе флоте отварају ватру, међутим адмирал Гото, мислећи да је био под „пријатељском ватром“, наређује обрт за 180 степени и нај начин излаже сваки свој брод америчкој ватри. Фурутака је погођена торпедом, услед чега се поплављује предње машинско одељење. Од последица поготка торпеда и артиљеријске ватре са крстарице Солт Лејк Сити и разарача Данкен, Фурутака тоне. Аоба је била погођена са скоро 40 пројектила од 6 и 8 инча. Командни мост је тешко страдао, кула број два је оштећена, а кула број три је уништена. Остали погоци су избацили четири Аобина котла из употребе. Адмирал Аритомо Гото је смтрно рањен, а 80 чланова посаде је погинуло. Након привременог ремонта у бази на острву Шортленд, Аоба се полако враћа ка бази на атолу Трук, где Адмирал Исороку Јамамото лично врши процену штете и наређује да се брод врати у Јапан.

### Последње године
Крстарица Аоба стиже 22. октобра у базу Куре. За време поправке, на месту уништене треће куле, које је потпуно прекривено новим челичним платнима, монтиран је троцевни против-авионски топ од 25 mm. Аоба се враћа поново у базу на атолу Трук 24. фебруара 1943. године.
Дана, 3. априла, док је била усидрена у бази Кавиенг на Новој Ирској, Аоба је нападнута од бомбардера Боинг Б-17 из 43. бомбардерске групе 5. ваздушне флоте. Један директан погодак бомбе, на Аоби изазива експлозију њена два торпеда, и убрзо је цео брод у пламену, док бомбардери Б-17 у ниском лету отварају паљбу из својих топова и митраљеза по палуби брода. Аоба је морала да се насуче на обалу, како би избегла потонуће.
Након што је отегљена у базу Трук, а одтле у базу Куре, где стиже 1. августа 1943. године, Аоба је подвргнута новом ремонту и преправци. Топовска кула број 3, са два топа 203 mm је поново постављена, монтиран је и нови радара за ваздушно осматрање, а додата су и два троцевна против-авионска топа од 25 mm. Међутим, Аобина максимална брзина је смањана на 25 kn (46 km/h), услед непоправљивих оштећења на машинским постројењима.
Аоба је поново била уврштена у Прву јужну експедициону флоту 21. децембра 1943. године, и базирала је у Сингапуру. Она је из базе у Сингапуру до краја фебруара 1944. године, пратила конвоје са снабдевањима до Бурме, Андаманских острва и дуж обале Малаје. Дана, 25. фебруара, она је уврштена у сатав 16. дивизије крстарица, са којом је учествовала и Индијско океанском рејду током марта 1944. године. Априла, маја и јуна, Аоба наставља са заштитом конвоја за Холандску источну Индију и Нову Гвинеју. За време ремонта у Сингапуру јула месеца, на крстарици Аоба је постављено 4 троцевна и 15 једноцевних против-авионских топова 25 mm, - Тип 96, као и радар за површинско осматрање. Аоба се 11. октобра случајно сударила са лаком крстарицим Кину, али је оштећење било јако мало. Међутим, 23. октобра 1944. године, Аобу напада америчка подмирница Брејм. Једно од шест испаљених торпеда погађа Аобу у пределу другог машинског одељења. Аоба је једва допловила до поморске базе Кавите у близини Маниле на Филипинима, али док се налазила на нужном ремонту следећег дана и 29. октобра, њу су бомбардовали авиони са америчких носача авиона из оперативне ескадре ТФ-38. Непотпуно оправљена, Аоба је укључена у конвој, који је ишао за Јапан. Конвој је нападнут 6. новембра код острва Лузон од америчких подморница Гитаро, Брејм, Рејтон и Реј. Укупно су подморнице лансирале 23 торпеда, од којих два погађају тешку крстарицу Кумано, али Аоба пролази без оштећења. По приспећу у базу Куре 12. децембра Аоба је прегледана и није поправљена, већ је уписана у списак резервних бродова.
Током америчког ваздушног напада на базу Куре 21. априла 1945. године, Аоба је додатно оштећена од бомби, и тоне на плитко дно у тој бази. Пре него што је брод поправљен, додата су накнадно још четири двоцевна проти-авионска топа 25 mm, који су били постављени у близини главног јарбола, тако да је број против авионских топова од 25 mm износио 50 цеви (5x3, 10x2, 15x1) и Аоба је прекласифицирана у пловећу против-авионски батерију. Дана 24. јула 1945. године, око 30 авиона из оперативне ескадре ТФ-38 напада базу Куре, бомбардујући крстарицу Аоба. У 22:00 сати, Аоба поново тоне на плитко дно. Дана 28. јула 1945. године, брод је поново нападнут од авиона са америчких носача авиона из оперативне ескадре ТФ-38. Четири бомбе директно погађају брод и изазивају пожар, који током ноћи привлачи пажњу бомбардера Б-24 Либератор из 7. ваздучне флоте, који постижу још четири директна поготка, преламајући брод на два дела.
Аоба је званично обрисана из списка флоте 20. новембра 1945. године. Она је сесачена од 1946. до 1947. године.

## Листа капетана
- Капетан Широ Отани - 20. септембар 1927 — 15. новембар 1927.
- Капетан Чођи Иноуе - 15. новембар 1927 — 10. децембар 1928.
- Капетан Тошиу Хигураши - 10. децембар 1928 — 30. новембар 1929.
- Капетан Еикичи Катагири - 30. новембар 1929 — 1. децембар 1930.
- Капетан Минеичи Кога - 1. децембар 1930 — 1. децембар 1931.
- Капетан Курајоши Хошино - 1. децембар 1931 — 15. новембар 1932.
- Капетан Широ Коике - 15. новембар 1932 — 15. новембар 1933.
- Капетан Рокузо Сугијама - 15. новембар 1933 — 20. фебруар 1934.
- Капетан Гуничи Микава - 20. фебруар 1934 — 15. новембар 1934.
- Капетан Кеиђиро Гога - 15. новембар 1934 — 15. новембар 1935.
- Капетан Кумеичи Хираока - 15. новембар 1935 — 15. новембар 1937.
- Капетан Суета Хиросе - 15. новембар 1937 — 15. новембар 1939.
- Капетан Кацузо Акијама - 15. новембар 1939 — 1. новембар 1940.
- Капетан Томоичи Мори - 1. новембар 1940 — 25. јул 1941.
- Капетан Сођиро Хисамуне - 25. јул 1941 — 10. новембар 1942.
- Капетан Цутау Араки - 10. новембар 1942 — 31. децембар 1942.
- Капетан Јошиоки Тавара - 31. децембар 1942 — 24. фебруар 1943.
- Капетан Каменосуке Јамори - 24. фебруар 1943 — 1. јун 1944.
- Капетан Чусабуро Јамазуми - 1. јун 1944 — 1. јануар 1945.
- Капетан Сеироку Мурајама - 1. јануар 1945 — 28. јул 1945.